# Parodianthus
Parodianthus é um género de plantas com flores pertencentes à família Verbenaceae.
A sua área de distribuição nativa encontra-se no norte da Argentina.
Espécies:
- Parodianthus capillaris Tronc.
- Parodianthus ilicifolius (Moldenke) Tronc.